# Каллистратов, Мелетий Архипович
Меле́тий Архи́пович Каллистра́тов (15 мая 1896, Двинск — 23 июня 1941, Даугавпилс) — видный русский общественный, политический и религиозный деятель Латвии, единственный русский депутат всех четырёх межвоенных Сеймов Латвийской Республики.

## Биография
Родился в бедной старообрядческой семье в Двинске на Старом Форштадте. Отец занимался скототорговлей и сдачей в аренду комнат в собственном доме. Он покончил жизнь самоубийством (по другим сведениям, умер от рака желудка), оставив шестерых детей. Трое из них умерли в детстве, мать поднимала троих сыновей — Тараса, Мелетия и Михаила.
Мелетий закончил учительскую семинарию в Иллуксте, получая стипендию от Двинского земства; сдав экзамен на должность народного учителя, работал учителем в школе в Иллуксте. Одновременно вёл просветительскую работу среди старообрядцев, читал лекции, писал статьи о народном духовном образовании, был постоянным автором журнала «Щит веры».
Добровольцем ушёл на фронт во время Первой мировой войны. После её окончания вступил в роту князя Ливена и во время гражданской войны сражался против большевиков на территории Латвии, затем в Северо-западной армии генерала Юденича. «Мало известно, какие военные заслуги имелись у прапорщика Каллистратова. Позднее его политические противники распространяли листовки с описанием зверств белогвардейцев, в которых он якобы участвовал. Некоторые сослуживцы, действительно, отзывались о нём не слишком лестно, но ни одного документального подтверждения личного соучастия Мелетия в издевательствах над пленными красноармейцами, в расстрелах, грабежах населения никто не представил», — отмечает первый биограф Каллистратова С. Кузнецов.
В 1920 году вернулся в Двинск. В ноябре 1920 года на первом Вселатвийском съезде старообрядцев в Резекне его избрали в Центральный комитет по делам старообрядцев Латвии.
В 1920—1922 гг. как уполномоченный представитель русской общины был избран в городскую думу. Участвовал в создании организации староверов, стал её председателем. Осенью 1920 года по старообрядческому списку избран депутатом Учредительного собрания Латвии.
В 1922 году был избран в первый латвийский Сейм, затем во все последующие составы Сейма по списку старообрядцев.
В Сейме отстаивал интересы старообрядцев и русских, протестовал против национализации православных храмов и монастырей. Он выступал за увеличение непропорционально малых ассигнований на хозяйственные и культурные нужды русского населения, против ущемления солдат русской национальности в Латвийской армии, которые не получали газет и книг на родном языке, им не давали отпусков на православные праздники.
В 1925 году повторно был избран в Сейм. При его содействии удалось улучшить положение русской общины в Латвии. В частности, в 28 волостных самоуправлениях Латгалии русский язык в 1927 году получил статус официального языка, на важные государственные должности было назначено несколько русских общественных деятелей. Во II Сейме Мелетий Каллистратов требовал выделения государственного финансирования для единственного учебного заведения, готовившего учителей русского языка и литературы в отсутствие профильной кафедры в Латвийском университете — Русских университетских курсов. Он также добивался финансирования для русских ремесленных классов.
В качестве депутата третьего Сейма добивался увеличения финансирования русских школ и выделения пособий для учеников из малоимущих семей. В конце 1920-х помог старообрядцам Даугавпилса завершить строительство общинного храма Рождества Пресвятой Богородицы и Святителя Николы. В 1930 году начал издавать «Голос Латгалии» общественно-политическое приложение к газете «Наш двинский голос» (редактор А. И. Формаков).
В Сейме Каллистратов всегда выступал на русском языке, хотя владел латышским. Получив упрёк по этому поводу, он ответил: «Мы никогда не отказывались от изучения латышского языка. Несмотря на все выпады шовинистов, мы по-прежнему и сами будем изучать латышский язык, и склонять к тому же русское население. Но чтобы доказать, что мы ждем уважения к нашей народности и к нашим правам, мы к требованиям шовинистов отнесемся без всякого внимания».
В апреле 1933 года он создал свою партию — Русскую трудовую крестьянскую партию.
После государственного переворота 15 мая 1934 года был арестован как оппозиционный политик и содержался в заключении в Лиепайском изоляторе для политических интернированных. После освобождения 29 марта 1935 года, получал пенсию от правительства Улманиса за многолетний парламентский труд. Не имел возможности участвовать в политической деятельности, работал в Даугавпилсе учителем.
В 1940 году советскими властями был назначен директором русской школы на Новом Строении, но 9 октября 1940 года был арестован органами НКВД как участник белого движения. Его обвиняли в военных преступлениях во время Гражданской войны и в обмане трудового народа в период депутатской деятельности. Обвинений Каллистратов не признал, его следственное дело не сохранилось. Содержался в Даугавпилсской городской тюрьме, был расстрелян 23 июня 1941 года во дворе тюрьмы.
Похоронен первоначально в общей могиле, после начала немецкой оккупации останки были эксгумированы и перезахоронены на старообрядческом кладбище в Даугавпилсе.

## Семья
В начале 1920-х годов Каллистратов женился на коллеге-учительнице, Марфе Петровне Лебедевой. В этом браке родились сыновья Глеб (1924) и Алексей (1930).
В 1944 году вдова Каллистратова с сыновьями Глебом и Алексеем эмигрировала сначала в Германию, затем в США.
Глеб Мелетьевич Каллистратов окончил отделение славистики Пенсильванского университета, затем преподавал в Калифорнийском университете, стал профессором. Женился на Сьюзен Паттерсон, усыновил двух её сыновей от первых двух браков, Джона и Томаса. В 1999 году он побывал в Даугавпилсе, в декабре 2000 года скончался на 77-м году жизни.
Алексей Мелетьевич Каллистратов воевал в Корее и не смог восстановить здоровье после войны, рано умер.
Наследница Каллистратова по линии младшего брата Михаила, Евгения Михайловна, уехала из Латвии в Россию.

## Отзывы
«Мнил себя левым и старался держаться ближе к социал-демократам. Образованием он не блистал: даже в средней школе не был, а если и был, то во всяком случае не кончил. Типичный митинговый оратор из провинциального городка, — все политические его познания были выхвачены из дешёвых брошюр. Да и говорил он неинтеллигентно. Внешний лоск депутата парламента, однако, он схватил быстро и где надо появлялся в смокинге, а то и во фраке. Но с мужиками умел говорить понятным языком, а где надо, то и выругаться. Его политическая платформа выражалась одним словом: „демократия“, хотя он едва ли знал это понятие в широком, европейском смысле. Все свободы, да побольше земли крестьянам, хотя последней неоткуда было взять, что он прекрасно понимал. Несмотря на демократизм и заигрывание с левыми элементами, он во время прихода большевиков был арестован и сидел до моего отъезда: большевики обнаружили, что он буржуй и владелец нескольких домов и бани, что для них было достаточным поводом для его ареста». Генрих Гроссен, журналист и общественный деятель.
«Каллистратова можно упрекнуть в популизме. Но нельзя не замечать и того, что в реальной обстановке тех лет, при наличии широкого пласта малообразованного, плохо ориентировавшегося в политике населения, подобный популизм помогал преодолевать пропасть, разделявшую народ и власть». Татьяна Фейгмане, «Русские в довоенной Латвии».

## Память
Центр русской культуры в Даугавпилсе располагался в принадлежавшем Каллистратову особняке на Гайке и носит название «Дом Каллистратова» (улица Нометню, 21). Он был открыт 18 июля 1995 года и работал до октября 2003 года, когда из-за проблем с наследниками по линии младшего брата Михаила по арендной плате ЦРК переехал в другие помещения.

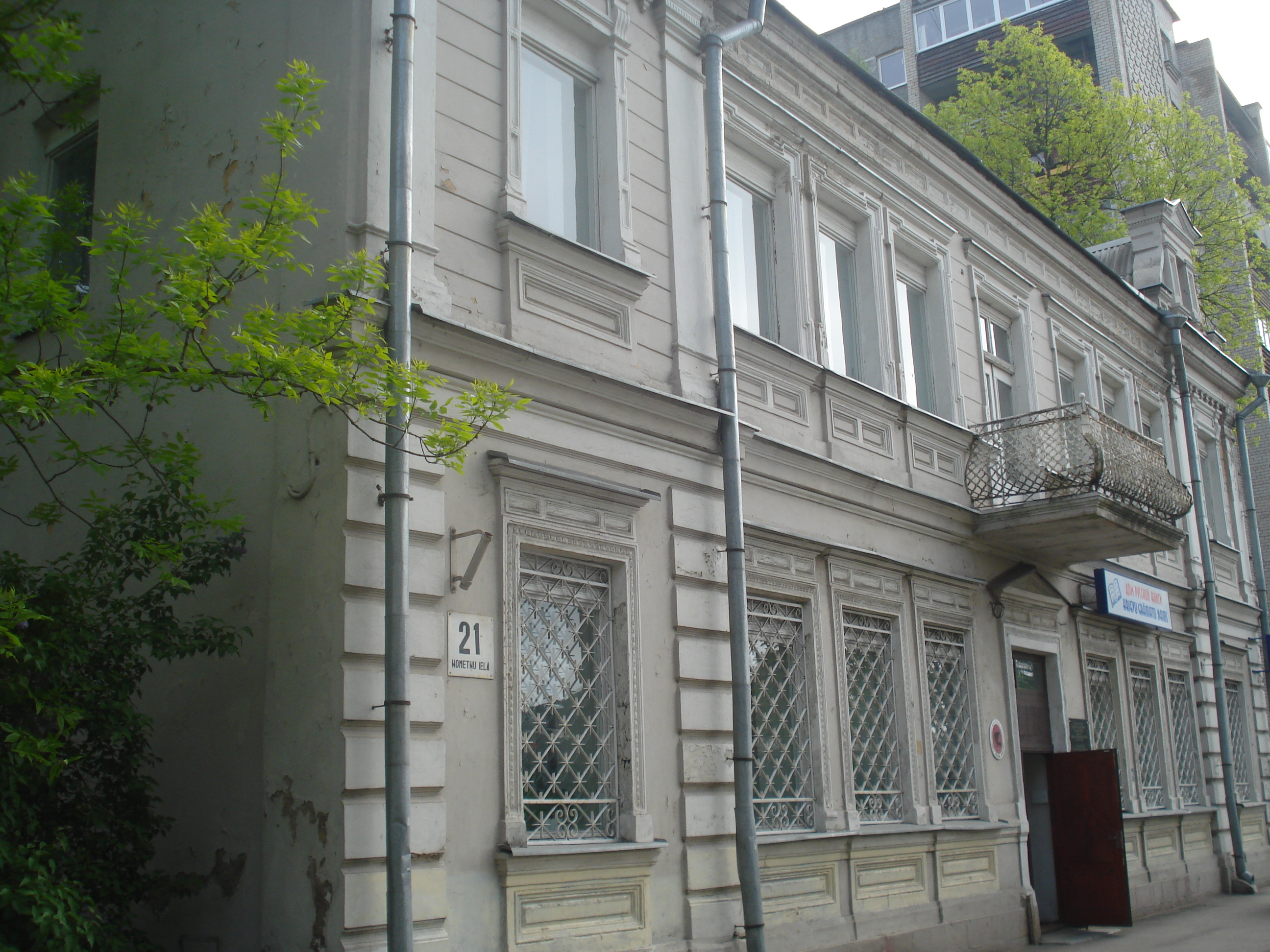
Дом Каллистратова
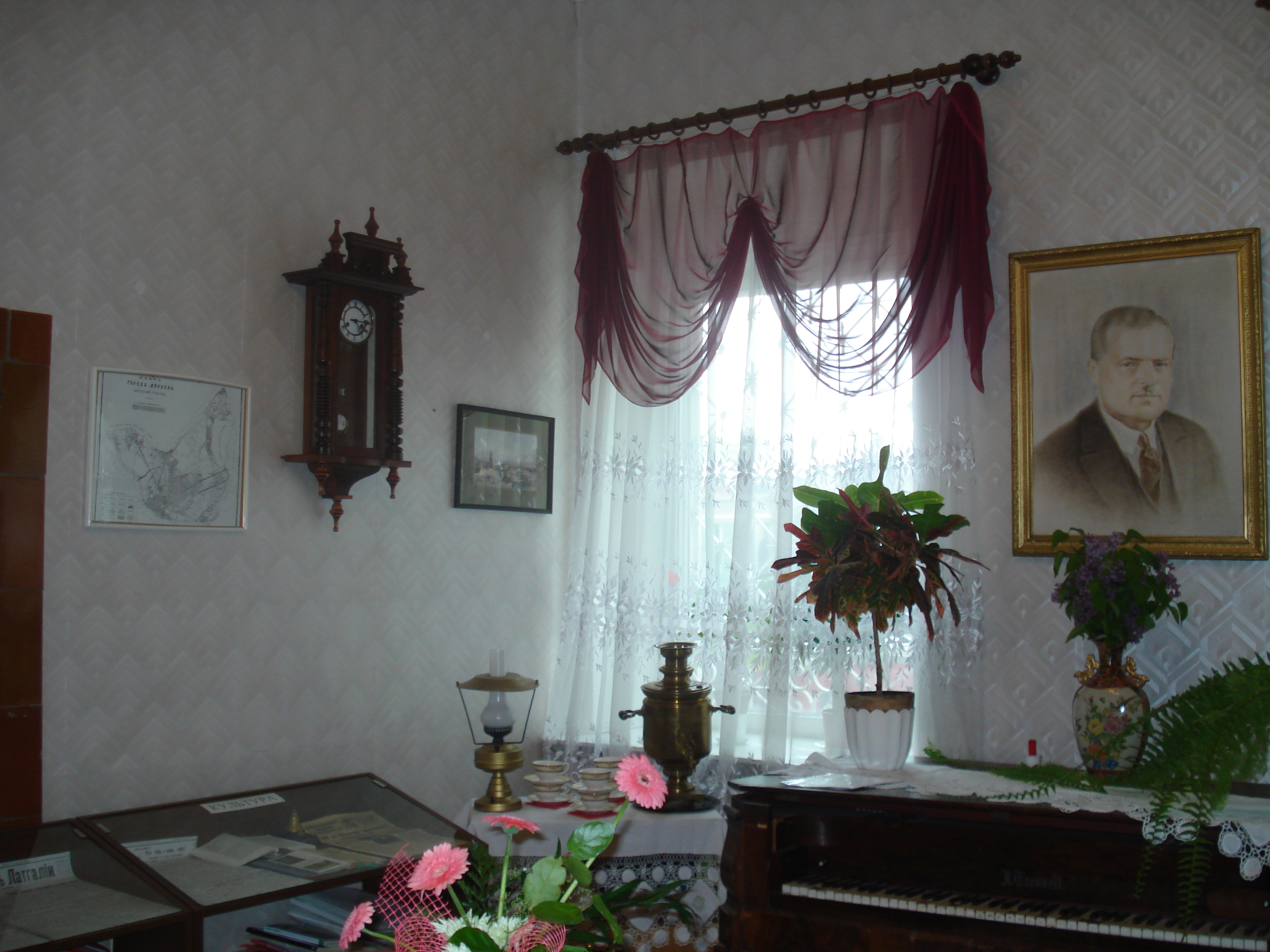
Мемориальная экспозиция в Доме Каллистратова
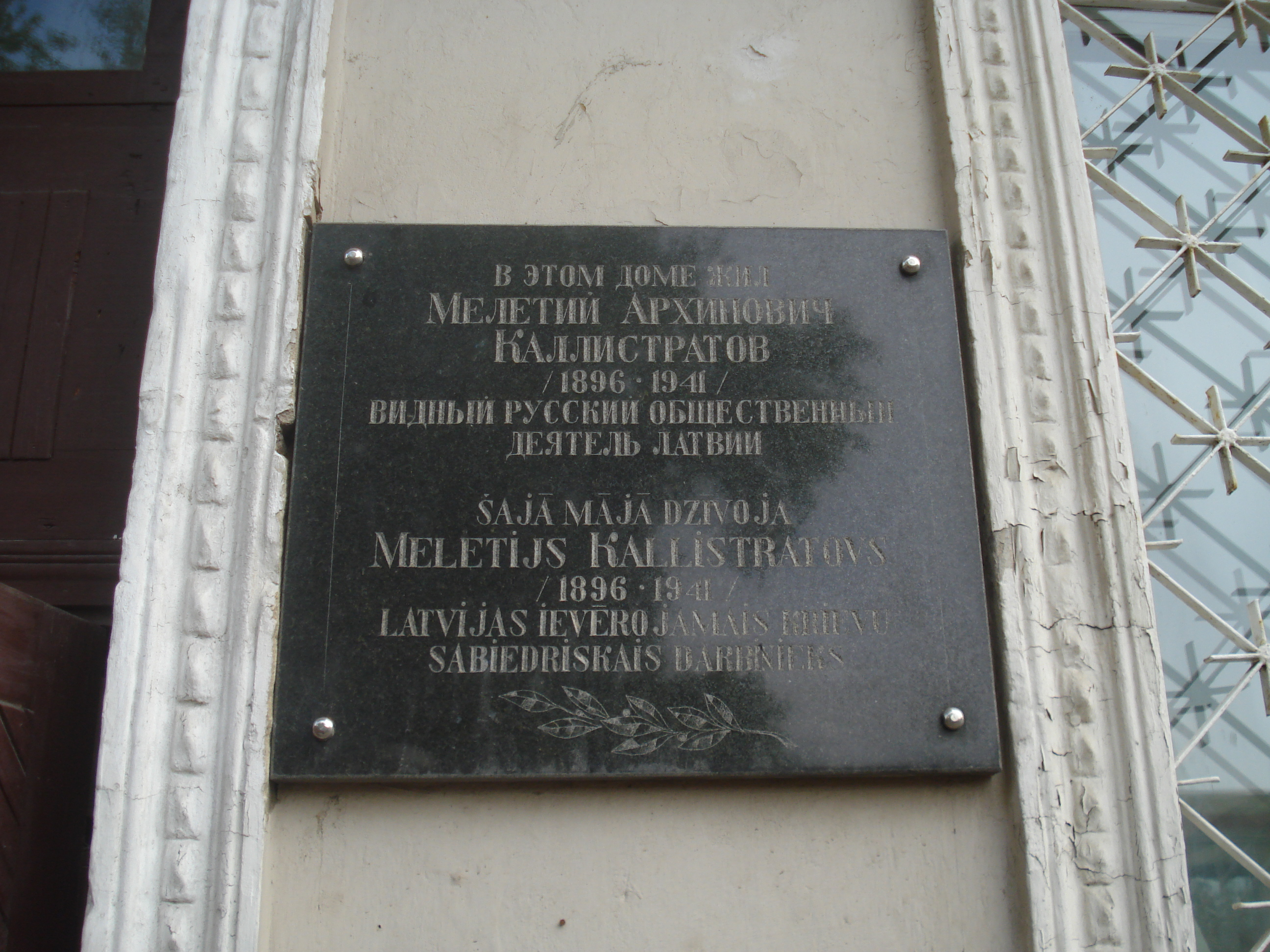
Мемориальная доска в память М. А. Каллистратова